# Bob Weinstein
Robert Weinstein, conhecido como Bob Weinstein (1954), é um produtor cinematográfico e de teatro norte-americano, fundador e diretor da Dimension Films, ex-co-presidente da Miramax Films, e atual chefe, sem seu irmão, Harvey Weinstein (acusado de diversos crimes sexuais e demitido), da The Weinstein Company.